# Gisela von Schwaben

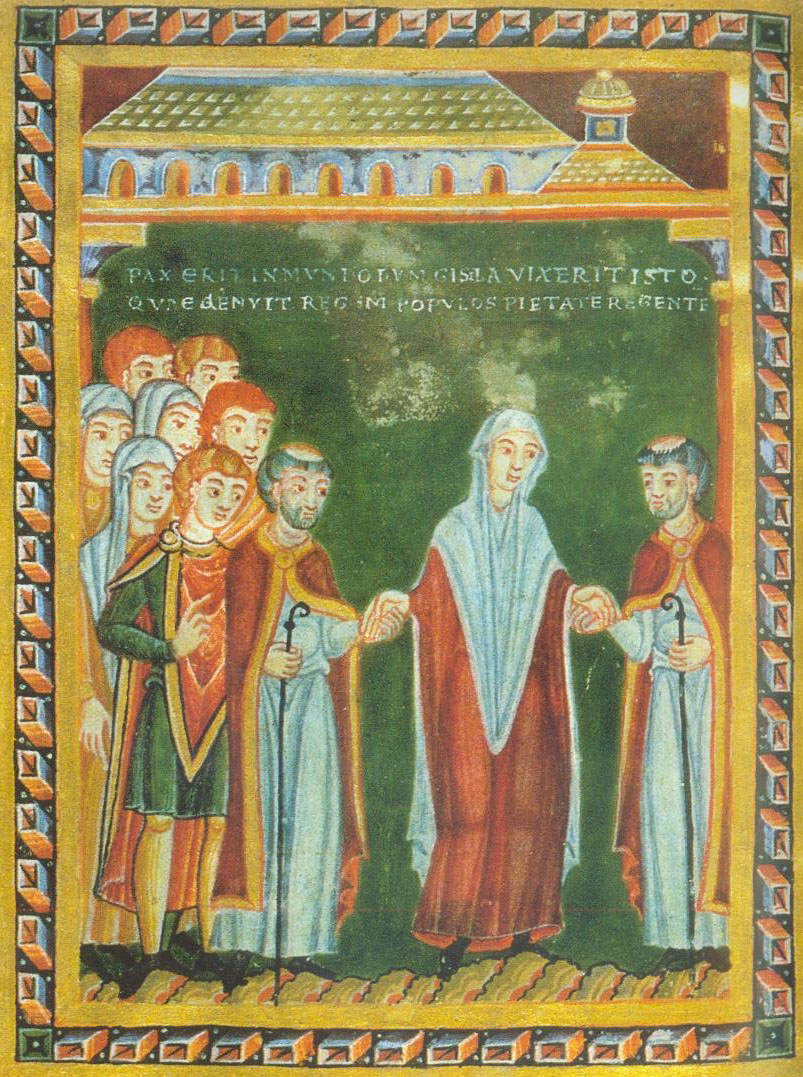
Kaiserin Gisela beim Eintritt in die Kirche. Echternacher Perikopenbuch, 1039–1043. Bremen, Universitätsbibliothek b. 21, fol. 3^{r}

Gisela von Schwaben, auch Gisela von Limburg (* 11. November 989, 13. November 990 oder (laut Grabplatte) 11. November 999; † 15. Februar 1043 in Goslar), war seit dem 21. September 1024 deutsche Königin und seit dem 26. März 1027 deutsche Kaiserin als Ehefrau des Königs und Kaisers des römisch-deutschen Reiches Konrad II. Sie ist die Mutter Kaiser Heinrichs III. Vor ihrer Ehe mit Konrad war Gisela bereits zweimal verheiratet und verwitwet.
Gisela galt als schöne und kluge, aber ein wenig überhebliche Frau. Der Gesta Chuonradi II imperatoris des Hofgeschichtsschreibers und -dichters Wipo zufolge war sie Konrad eine necessaria comes (notwendige Gefährtin). Dafür spricht die hohe Anzahl an Interventionen in den Diplomen Konrads.

## Leben
Ihre Mutter war Gerberga von Burgund, Tochter Konrads III. von Burgund aus dem Geschlecht der Welfen und Enkelin des westfränkischen Karolingerkönigs Ludwig IV. Ihr Vater, der schwäbische Herzog Hermann II. von Schwaben, rühmte sich ebenfalls karolingischer Abstammung. Insofern war Gisela in der achten oder neunten Generation Nachkommin der Karolinger. Auf ihrer Grabplatte, die 1900 bei der Öffnung der Kaisergräber in Speyer gefunden wurde, ist als Geburtsdatum der 11. November 999 angegeben. Laut Forschung ist dieses Datum falsch, da es mit den Zeitpunkten ihrer Eheschließungen nicht kombinierbar ist.
Ihre erste Ehe schloss Gisela um 1002 oder 1004 mit einem Grafen Brun (wohl Graf von Braunschweig), Seitenverwandter der Liudolfinger, der 1008 oder 1010 starb. Um 1010 heiratete sie den Babenberger Ernst I., der 1012 nach dem Tod Hermanns III. von Schwaben (Giselas Bruder) mit dem Herzogtum Schwaben belehnt wurde. Dieser starb bei einem Jagdunfall am 31. Mai (oder 31. März) 1015. Ende des Jahres 1016 oder spätestens im Januar 1017 ehelichte sie Konrad II. Diese Ehe wurde unter anderen von Thietmar von Merseburg (VII. 62; ältere Zählung: 45) als unerlaubte Verwandtenehe angesehen. Eine Entführung Giselas vor der Heirat ist zwar nicht unmöglich, wird von Historikern aber als sehr unwahrscheinlich angesehen, da es dafür nur sehr wenige Quellen gibt, die zudem zeitlich weit von diesen Ereignissen entfernt sind.
Sie war nicht nur die Erbin des Herzogtums Schwaben, sondern erlangte durch ihre Mutter nach dem Tod ihres Onkels Rudolf III. (1032) auch einen Anspruch auf das Königreich Burgund. Dies könnte einer der Gründe für die Verbindung zwischen Konrad und Gisela sein, da Gisela diese Ansprüche und die ihrer Kinder aus den ersten beiden Ehen sichern wollte.
Aus der Ehe mit Brun entstammen der Sohn Liudolf, der Markgraf von Friesland wurde, und womöglich eine Tochter mit dem Namen Gisela.
Aus ihrer zweiten Ehe hatte Gisela zwei Söhne, die Herzöge Ernst II. (um 1010–1030) und Hermann IV. (um 1015–1038) von Schwaben, von denen insbesondere der ältere durch seinen Aufstand und die Spielmannsdichtung „Herzog Ernst“ bekannt ist. Zunächst führte Gisela für ihn in Schwaben die Regentschaft. Nach ihrer dritten – umstrittenen – Ehe und dem schlechten Verhältnis zu Kaiser Heinrich II. wurde ihr die Verwaltung entzogen und Erzbischof Poppo von Trier übertragen. Dies war – neben den erfolgreichen Versuchen, ihm und seinem Bruder die burgundische Erbschaft zugunsten des jüngeren Heinrich zu entwinden – einer der Gründe für den Aufstand des jungen Herzogs. Nachfolger Rudolfs wurde am 2. März 1033 Konrad und nicht sein Stiefsohn Hermann, dessen Söhnen 1038 dann auch das Herzogtum Schwaben zugunsten Heinrichs vorenthalten wurde.
Während ihrer dritten Ehe gebar sie drei Kinder: zwei Töchter, Mathilde von Franken und Beatrix, und einen Sohn, den späteren Kaiser Heinrich III., dessen Erziehung und Bildung sie viel Aufmerksamkeit widmete.
Am 21. September 1024 wurde Gisela von Erzbischof Pilgrim von Köln zur Königin gekrönt. Zuvor hat Erzbischof Aribo von Mainz am 8. September 1024 aus ungeklärten Gründen die Krönung Giselas zur Königin abgelehnt und nur Konrad zum König gekrönt. Die Krönung bedeutete für die Königin eine erhebliche Rangerhöhung. Freilich verdankte sie diese ihrem Ehemann.
In Rom überreichte Papst Johannes XIX. weniger als drei Jahre später, am 26. März 1027, Konrad und Gisela die Kaiserkrone. Obwohl sie als Königin und Kaiserin keine autarke Politik betreiben konnte, übte sie in vielerlei Hinsicht Einfluss aus auf die Politik Konrads. Sie hatte zum Beispiel in Fragen der Besetzung von Führungspositionen in der Kirche ein Mitspracherecht.
Nach dem Tod ihres Mannes 1039 schwand ihr Einfluss. Gisela erschien nur noch selten und stets zusammen mit ihrem Sohn Heinrich III. in der Öffentlichkeit, ehe sie am 14. oder 15. Februar 1043 an der Ruhr starb. Sie wurde im Dom zu Speyer neben Konrad II. begraben.

## Nachkommen
Aus der Ehe mit Brun
- Liudolf (* 1003; † 23. April 1038)
- Gisela (* um 1005), die Berthold, den Grafen von Sangerhausen heiratete.

Aus der Ehe mit Ernst I.
- Ernst II.
- Hermann IV.

Aus der Ehe mit Konrad II.
- der spätere Kaiser Heinrich III.
- Beatrix († 26. September 1036)
- Mathilde († 1034), begraben im Dom zu Worms, 1033 verlobt mit Heinrich I. König von Frankreich.

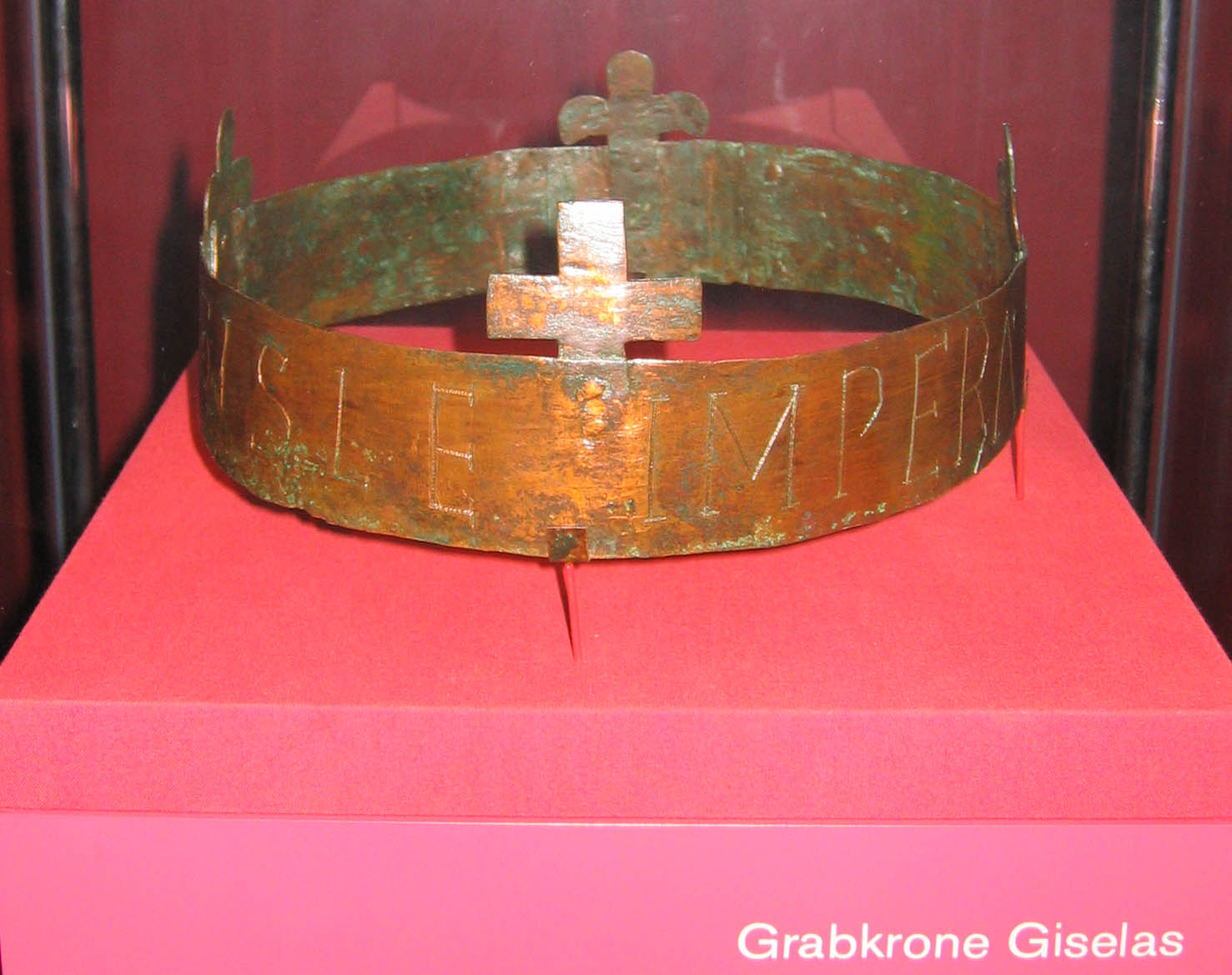
Die Grabkrone Giselas in der Domschatzkammer des Doms zu Speyer. Mit der Inschrift: GISLE IMPERATRIX
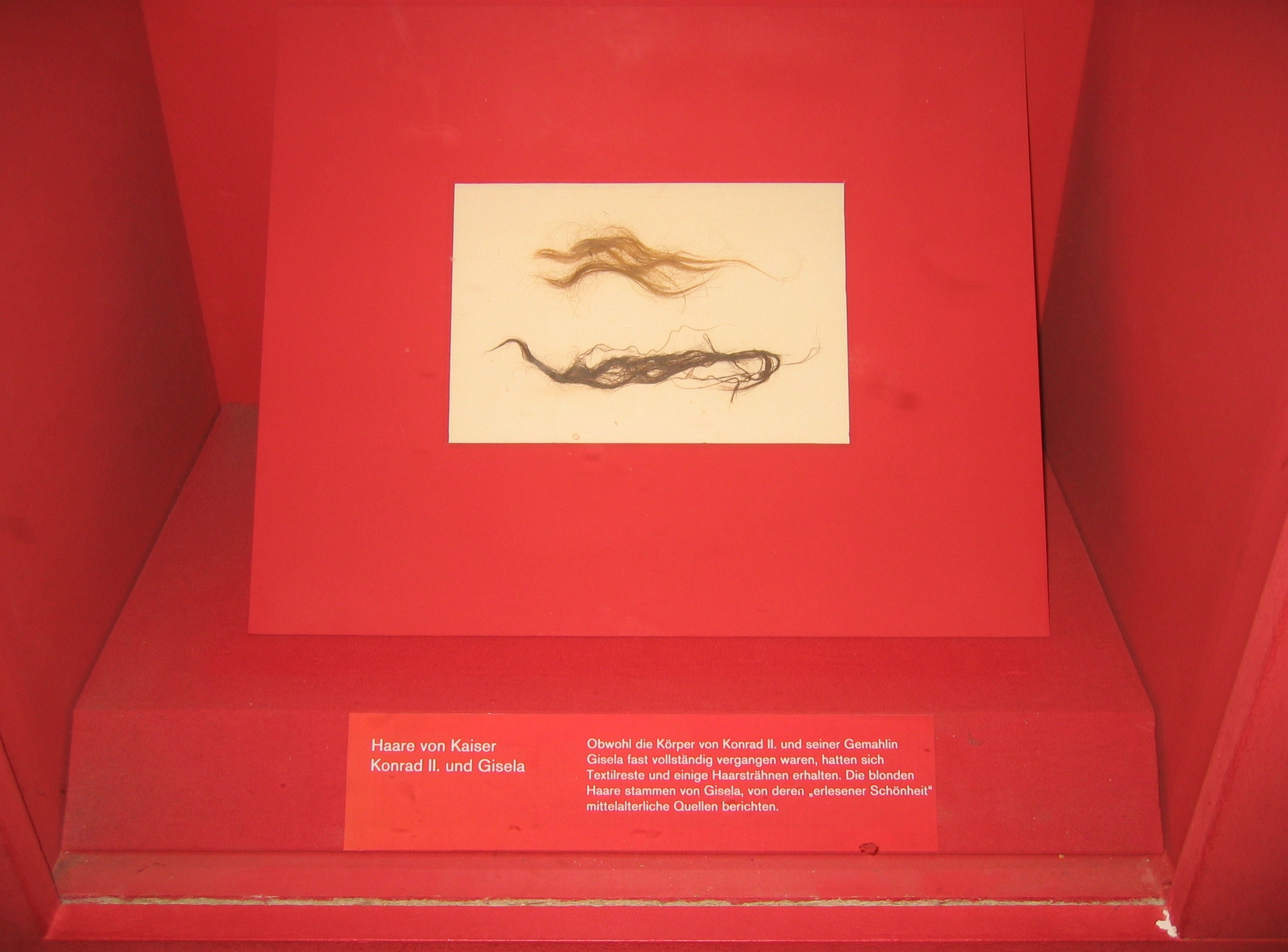
Haarsträhnen Konrads II. und Giselas in der Domschatzkammer des Doms zu Speyer
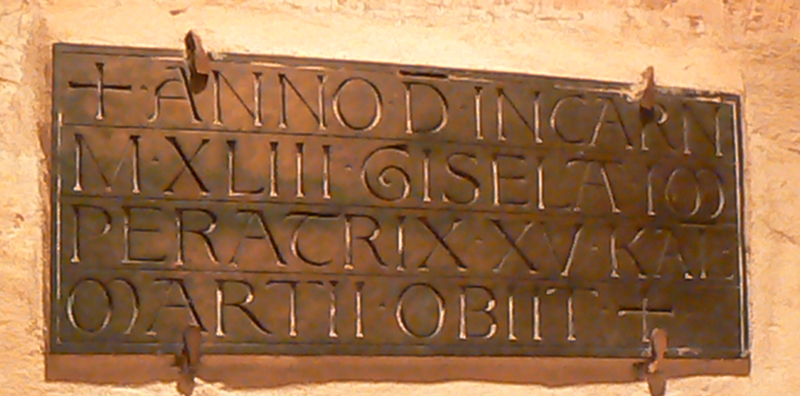
Epitaph Giselas im Dom zu Speyer
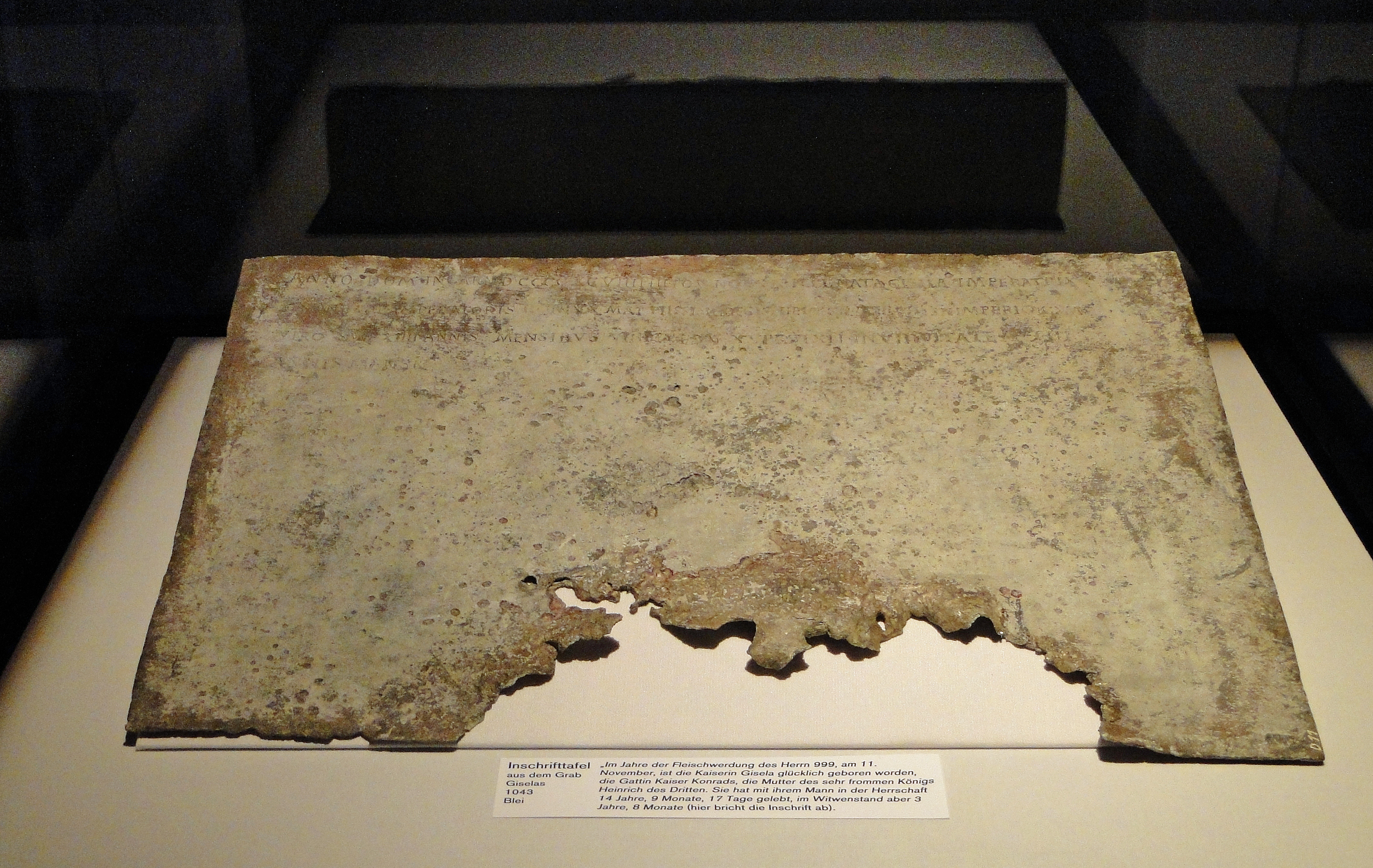
Grabtafel von 1043
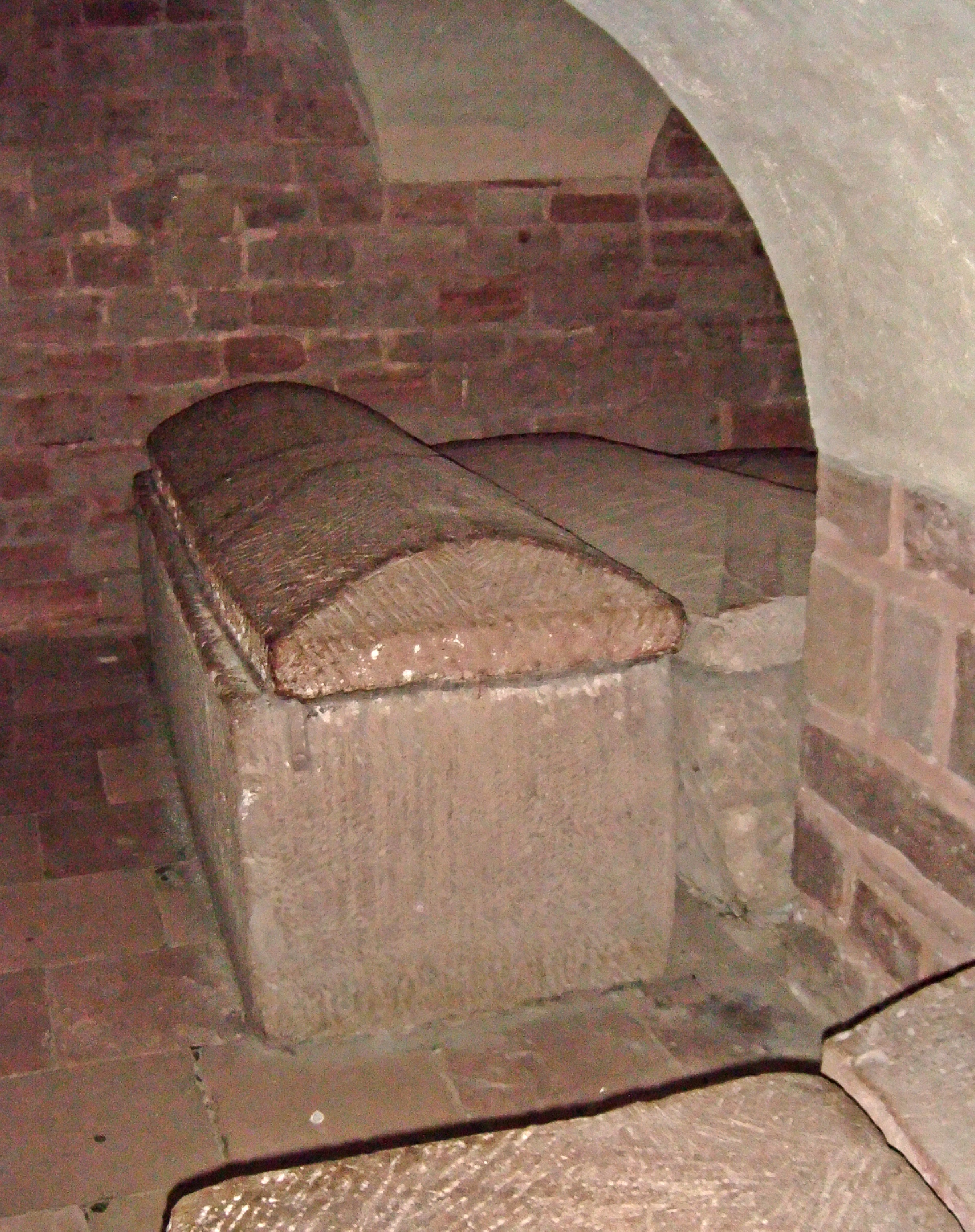
Sarkophag der Tochter Mathilde († 1034), Saliergruft, Wormser Dom